# Prałatura terytorialna São Félix
Prałatura terytorialna São Félix (łac. Territorialis Praelatura Sancti Felicis) – prałatura terytorialna Kościoła rzymskokatolickiego w Brazylii. Należy do metropolii Cuiabá, wchodzi w skład regionu kościelnego Centro-Oeste. Została erygowana przez papieża Pawła VI bullą Ut comodius w dniu 13 maja 1969. 